# Carretera Marginal de la Selva
La Carretera Marginal de la Selva, también conocida como Troncal, es un importante proyecto vial en Sudamérica. Conecta las regiones amazónicas de Colombia, Ecuador, Perú, los llanos de Venezuela y Bolivia. Su origen data de un acuerdo de integración de la Comunidad Andina en 1963, al que se unió posteriormente Venezuela. Es uno de los principales proyectos de infraestructura de Iniciativa para la Integración de la Infraestructura General Suramericana (IIRSA) para el Eje de Integración y Desarrollo Andino.
La ejecución de este proyecto transnacional demoró, no estando terminado luego de más de 50 años. En los últimos años se han dado ciertos avances, especialmente en Colombia.

## Venezuela

Señalización en Venezuela de la Marginal de la Selva.

En Venezuela, la Vía Marginal de la Selva lleva la nomenclatura de Ruta Troncal 5 y es mayormente conocida como la Autopista del Llano o la Autopista José Antonio Páez. Esta carretera tiene su inicio en la ciudad de Valencia en el Estado Carabobo. La carretera se desplaza en sentido suroccidental por el piedemonte Andino, en la región de los llanos,  pasando por los Estados Cojedes, Portuguesa, Barinas, Apure, y Táchira.

### Tramos faltantes
En la actualidad, la carretera no se extiende hasta la frontera con Colombia, tomando en vez un giro hacia el occidente en la localidad de San Rafael del Pinal en el Estado Táchira.  Desde San Rafael del Pinal es posible empatar con el término norte de la Ruta Nacional 65 de Colombia en la localidad de Saravena por medio de carreteras de segundo y tercer orden.

## Comunidad Andina

### Colombia

Señalización en Colombia de la Marginal de la Selva.

En Colombia, la Vía Marginal de la Selva lleva la nomenclatura de Ruta Nacional 65. El proyecto completo en Colombia, incluido en el Plan Maestro de Transporte Intermodal al 2035, contempla salir desde el puente internacional San Miguel en la frontera con Ecuador, pasar por Santa Ana y Villagarzón en Putumayo, conectar con San José del Fragua, Florencia, Puerto Rico y San Vicente del Caguán en Caquetá, llegar a San José del Guaviare en Guaviare, empalmar con la vía a Villavicencio en Meta y seguir hacia Yopal en Casanare, para arribar finalmente a Arauca en el departamento de Arauca, en el paso a Venezuela.

#### Tramos faltantes
La carretera no está construida en su totalidad, por lo que los dos tramos existentes suelen llamarse por separado.
- Troncal de la Selva a la vía entre Villa Garzón en el Departamento de Putumayo y Mina Blanca en el Departamento de Caquetá.
- Troncal del Llano a la vía entre La Uribe en el Departamento de Meta y Saravena en el Departamento de Arauca. No está construido aún el tramo entre Mina Blanca y La Uribe.

### Ecuador

Señalización en Ecuador de la Marginal de la Selva.

En Ecuador, la Vía Marginal de la Selva se denomina Troncal Amazónica y lleva la nomenclatura Ruta Nacional E45. La carretera recorre generalmente el piedemonte oriental andino de norte a sur pasando por las poblaciones de Puerto El Carmen, Nueva Loja, Lumbaquí, Tena, Puyo, Macas, y Zamora. 
La Troncal Amazónica es también identificada por un logotipo temático de la fauna ecuatoriana de acuerdo, específicamente el tucán.

### Perú

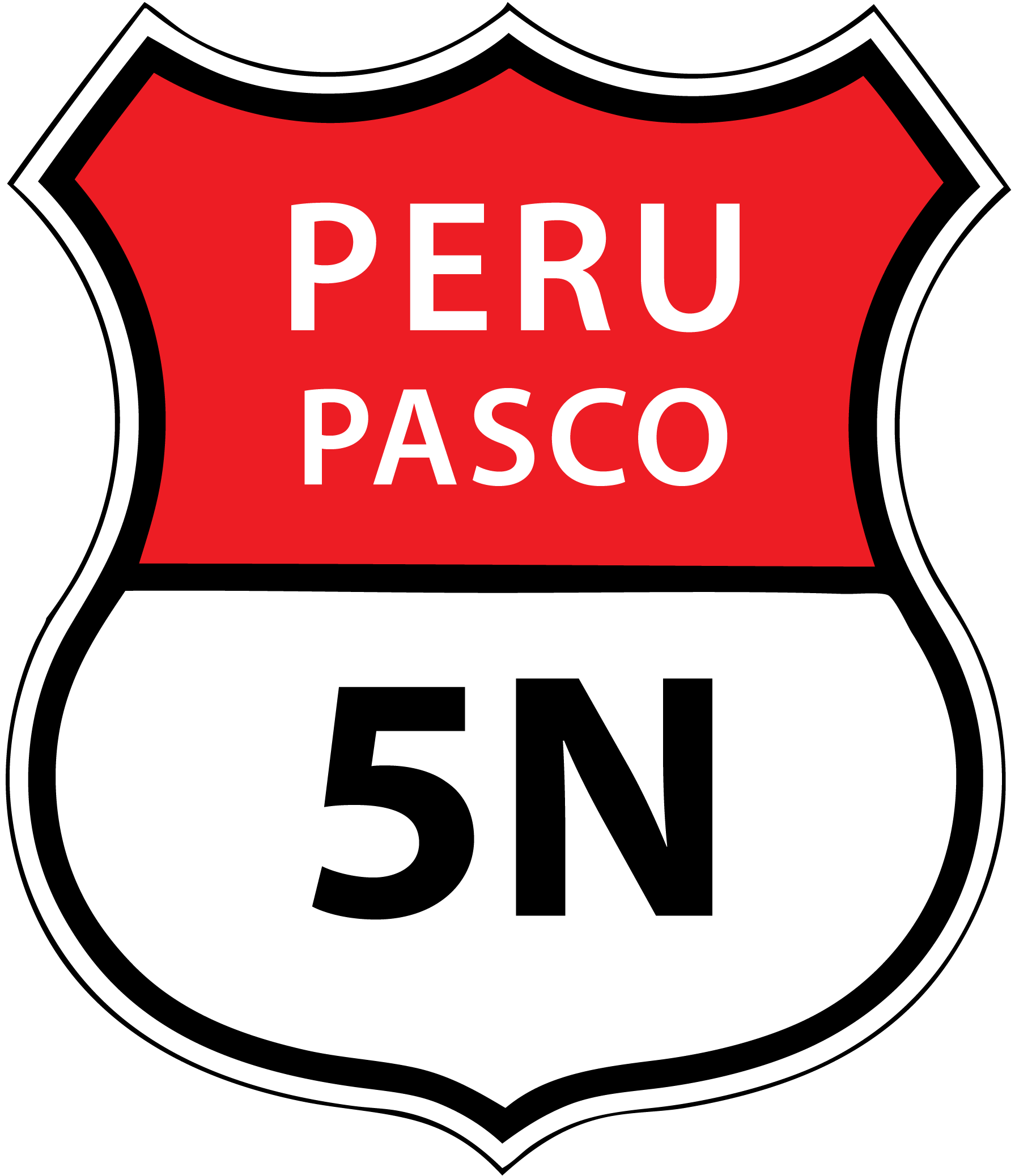
Señalización en Perú de la Marginal de la Selva, en el segmento 5N.

En Perú, la Vía Marginal de la Selva se denomina Longitudinal de la Selva y lleva la nomenclatura de Ruta Nacional PE-5.
La Longitudinal de la Selva está dividida en dos ramales principales: Longitudinal de la Selva Norte (Ruta PE-5N) y Longitudinal de la Selva Sur (Ruta Nacional PE-5S).  La unión de los ramales norte y sur ocurre en el km 0+000, ubicado en el eje del Puente Reither, en el Distrito de Chanchamayo, Provincia de Chanchamayo, Departamento de Junín.  La carretera recorre generalmente el piedemonte oriental andino de norte a sur. 
El nombre del Departamento en la señal de identificación varía de acuerdo a la ubicación de la carretera dentro del territorio nacional (Departamento de Pasco en el caso del ejemplo presentado).

#### Tramos faltantes
En la actualidad, distintos tramos de la Vía Marginal de la Selva en Perú se encuentran en construcción. A la vía también se la conoce con el nombre de Carretera Fernando Belaúnde Terry.

### Bolivia

Señalización en Bolivia en el segmento ruta 16, que continúa en las rutas 8, 3 y 9.

En Bolivia, todavía no existe una denominación consolidada para la Vía Marginal de la Selva. En su inicio, la carretera lleva la denominación Ruta Fundamental 16, iniciando en la localidad de Puerto Heath en la frontera con Perú. La carretera recorre el piedemonte andino paralelo a la Cordillera Oriental de los Andes.  En la localidad de Rurrenabaque en el departamento del Beni, continua en la Ruta Fundamental 8. 
Posteriormente, cerca de la localidad de Yucumo en el departamento del Beni, la Vía Marginal de la Selva continua en la Ruta Fundamental 3, alejándose de la cordillera andina hacia el oriente. Finalmente, en la localidad de Trinidad, la vía continua en la Ruta Fundamental 9 hacia el sur, pasando por Santa Cruz de la Sierra y posteriormente a la localidad de Yacuiba en la frontera con Argentina.